# KLK (canção)
"KLK" (abreviação de 'Keloké'; uma expressão coloquial espanhola e latino-americana para 'E aí?') é uma música gravada pela artista venezuelana Arca, com vocais da cantora espanhola de novo flamenco Rosalía. Foi escrita por ambas as artistas em Barcelona, Espanha, e lançada em 22 de junho de 2020 pela XL Recordings e Columbia Records como o quarto single do quarto álbum de estúdio do Arca, Kick I.

## Antecedentes
Arca e Rosalía conversaram várias vezes. A amizade delas começou em 2018, quando Arca descobriu a cantora espanhola através de seu single "Malamente" e assistiu sua apresentação no festival de música Sónar. Em abril de 2019, durante uma transmissão ao vivo no Instagram, Arca lançou o teaser de uma música chamada "KLK" e afirmou: "Mal posso esperar para lançar este álbum, oh meu Deus". As duas foram vistas em público novamente na festa PrEP+ de Frank Ocean, em Nova York, onde Arca tocou um set especial de DJ. Em novembro de 2019, Rosalía experimentou a voz de Arca como um interlúdio na transição de "A Palé" para "Con Altura" durante sua apresentação no Grammy Latino de 2019.
Em 8 de março de 2020, Arca revelou à Garage Magazine que seu novo álbum seria lançado em 2020 e contaria com colaborações com Björk e Rosalía, entre outros. Em 21 de junho, Arca e Rosalía tiveram uma conversa ao vivo no Instagram, onde discutiram a faixa e escutaram uma versão demo. Sem nenhuma antecipação, "KLK" foi lançada em download digital e em diferentes plataformas de streaming no dia seguinte, juntamente com sua versão instrumental.

## Composição
A faixa foi gravada pela primeira vez em Barcelona em 17 de setembro de 2018 e estava, inicialmente, sem letras. Arca queria letras para a música, mas como a cantora espanhola estava promovendo seu segundo álbum de estúdio em Madri e Miami, os vocais foram enviados à artista venezuelana por meio de uma mensagem de voz no WhatsApp. Assim, a música foi parcialmente gravada no iPhone. "KLK" também foi produzida pelo músico venezuelano Luis Garban, conhecido como Cardopusher. Garban e Arca tornaram-se próximos no ensino médio. 
Sobre o single "KLK", Arca explica que foi inspirado na música tradicional venezuelana, especificamente em um instrumento chamado furruco: “A música venezuelana sempre esteve comigo e sou grata por ter estudado alguns dos estilos típicos da música venezuelana. Eu sempre penso no furruco quando programo um sub-baixo. É um instrumento indígena da Venezuela que é tocado por meio de fricção, você esfrega um graveto no couro de uma bateria grande que possui um super infra baixo, marcando o pulso da gaita de fole, um estilo de música típico da Venezuela.

## Créditos
Créditos adaptados do Tidal.
- Alejandra Ghersi - produtora, compositora
- Rosalía - letrista
- Cardopusher - produtor, compositor
- Alex Epton - mixer, equipe de estúdio

## Lista de músicas
| KLK            |                      |         |  |
| N.º            | Título               | Duração |  |
| 1.             | "KLK (com Rosalía)"  | 3:47    |  |
| 2.             | "KLK - Instrumental" | 3:47    |  |
| Duração total: | Duração total:       | 7:35    |  |

## Histórico de lançamentos
| Região | Data                | Formato                    | Gravadora     |
| ------ | ------------------- | -------------------------- | ------------- |
| Mundo  | 22 de junho de 2020 | Download digital streaming | XL Recordings |